# غاليسيا (أوروبا الشرقية)

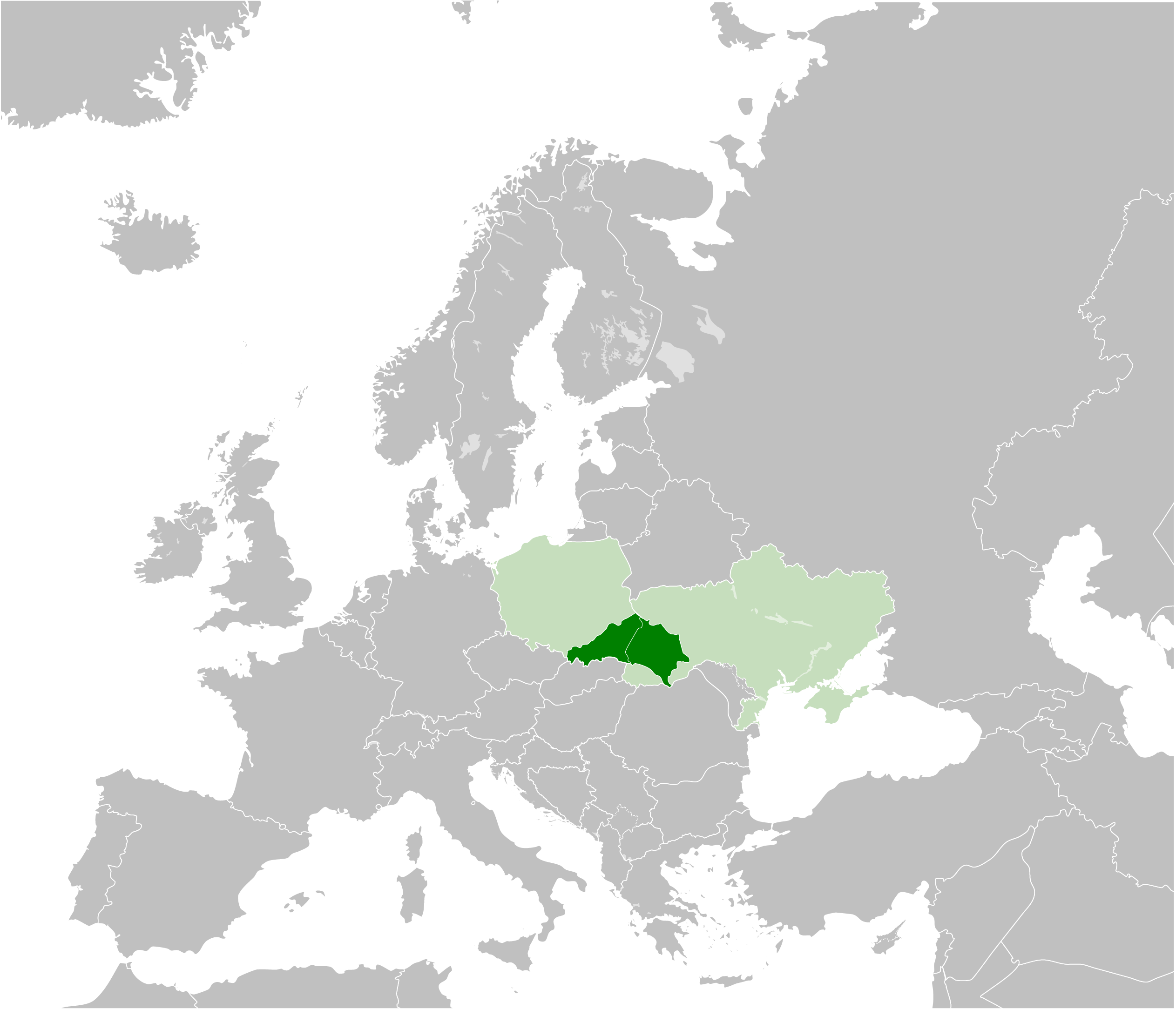

غاليسيا (بالأوكرانية والروسينية: Галичина، بالبولندية: Galicja، بالتشيكية والسلوفاكية : Halič، بالألمانية: Galizien، بالمجرية: Galícia/Kaliz/Gácsország/Halics) هي منطقة تاريخية وجغرافية تقع بين أوروبا الوسطى والشرقية. فيما مضى كانت إمارة غاليسيا فولينيا الصغيرة، وبعد ذلك أرض التاج التابعة للإمبراطورية النمساوية المجرية، ومملكة غاليسيا ولودوميريا التي امتدت عبر الحدود المعاصرة بين بولندا وأوكرانيا. جاء ذكر المنطقة التي سميت باسم مدينة هاليتش في العصور الوسطى لأول مرة في السجلات التاريخية المجرية في العام 1206 باسم غاليسيو. في العام 1253 تُوج الأمير دانيال ملك غاليسيا ملك الروس (باللاتينية: Rex Rusiae)‏ أو ملك روثينيا إثر الغزو المغولي لروثينيا (روس الكييفية). في العام 1352 ضمت مملكة بولندا مملكة غاليسيا وفولينيا تحت اسم مقاطعة روثينيا.
تقع نواة غاليسيا التاريخية في المناطق المعاصرة في غرب أوكرانيا: أوبلاستات لفيف، وترنوبل، وإيفانو فرانكيفسك بالقرب من هاليتش. في القرن الثامن عشر، أُضيفت[مِمَن؟]
أراضي كل من محافظة بولندا الصغرى و‌محافظة بودكارباتسكي و‌محافظة سيليزيا إلى غاليسيا والتي أصبحت فيما بعد جزءًا من المناطق البولندية الحديثة. تغطي غاليسيا معظم المناطق التاريخية مثل ريد روثينيا (عاصمتها لفيف)، وبولندا الصغرى (عاصمتها كراكوف). أصبحت غاليسيا أرضًا متنازع عليها بين بولندا وروثينيا من العصور الوسطى، وفي القرن العشرين بين بولندا وأوكرانيا. أُسست العديد من المدن في غاليسيا في القرن العاشر، مثل فولوديمير وجاروسلاف اللتان ارتبطت أسماؤهما بأمراء كييف. ثمة تداخل كبير بين غاليسيا و‌بودوليا (إلى الشرق) وكذلك بين غاليسيا وجنوب غرب روثينيا، وخاصة في المنطقة الحدودية (ومركزها روثينيا الكارباتية) والتي تقطنها إثنيات مختلفة.

## السكان
في عام 1773، كانت غاليسيا تضم حوالي 2.6 مليون نسمة في 280 مدينة وبلدة سوق، ونحو 5,500 قرية. كان هناك ما يقرب من 19,000 عائلة نبيلة، بـ 95,000 فرد (نحو 3% من السكان). كان العبيد يشكلون 1.86 مليون، أكثر من 70% من السكان. وكان عدد قليل منهم مزارعين بدوام كامل، ولكن الغالبية العظمى (84%) كانوا يمتلكون مزارع صغيرة أو لا يمتلكون شيئًا.
كان لدى غاليسيا ربما أكثر تنوعًا عرقيًا بين جميع البلدان في الإمبراطورية النمساوية، يتألف أساساً من البولنديين والروثينيين؛ الشعوب المعروفة لاحقًا باسم الأوكرانيين والروسين، بالإضافة إلى اليهود الإثنيين والألمان والأرمن والتشيكيين والسلوفاكيين والهنغاريين والروما وغيرهم. في مجمل غاليسيا، كان تقدير السكان في عام 1910 يشير إلى أن 45.4% منهم بولنديون، و42.9% روثينيون، و10.9% يهود، و0.8% ألمان.
كانت اللغة البولندية سائدة تاريخيًا في غاليسيا، حيث كانت تتحدث باللغة البولندية كلغة أم لـ 58.6% من السكان، مقارنة بـ 40.2% يتحدثون بلغة روثينية. كما كانت الديانة المسيحية الرئيسية هي الكاثوليكية، حيث كان البولنديون ينتمون إلى الكنيسة الرومانية الكاثوليكية، بينما كان الأوكرانيون ينتمون إلى الكنيسة الكاثوليكية اليونانية.

## الاقتصاد
حدود الدولة الجديدة فصلت غاليسيا عن العديد من طرق التجارة التقليدية وأسواق المجال البولندي، مما أدى إلى تباطؤ الحياة الاقتصادية وانحسار المدن الغاليسية.
```
فقدت مدينة لفيف وضعها كمركز تجاري هام.
بعد فترة قصيرة من الاستثمارات المحدودة، بدأت الحكومة النمساوية استغلال غاليسيا ماليًا وأفرغت المنطقة من القوى العاملة من خلال التجنيد إلى الجيش الإمبراطوري.
قررت النمساويون أن غاليسيا لا ينبغي أن تتطور صناعيًا ولكن تظل منطقة زراعية تخدم كمورد للمنتجات الغذائية والمواد الخام لمقاطعات هابسبورغ الأخرى.
تم فرض ضرائب جديدة، وكان يتع discouraged الاستثمارات، وتمت إهمال المدن والبلدات.
النتيجة كانت فقرًا كبيرًا في غاليسيا النمساوية.
كانت غاليسيا أفقر إقليم في الإمبراطورية النمساوية-المجرية، وفقًا لنورمان ديفيز، يمكن اعتبارها "أفقر إقليم في أوروبا".
```

الاستكافات النفطية
بالقرب من دروهوبيتش وبوريسلاف في غاليسيا، تم اكتشاف وتطوير احتياطيات نفط كبيرة خلال منتصف القرن التاسع عشر وأوائل القرن العشرين.
```
وكانت أول محاولة أوروبية لحفر بئر نفط في بوبركا في غرب غاليسيا في عام 1854.
بحلول عام 1867، تم حفر بئر في كليتشاني في غرب غاليسيا باستخدام البخار إلى حوالي 200 متر. 
```

في 31 ديسمبر 1872، تم افتتاح خط سكة حديد يربط بين بوريسلاف (الآن بوريسلاف) ومدينة دروهوبيتش القريبة (الآن دروهوبيتش). 
جاء المهندس البريطاني جون سيميون بيرغهايم والكندي ويليام هنري ماكجارفي إلى غاليسيا في عام 1882.
```
في عام 1883، قاموا بحفر آبار عميقة بين 700 و1,000 متر ووجدوا تحفظات كبيرة من النفط. 
```

في عام 1885، أعادوا تسمية مشروع تطوير النفط الخاص بهم إلى شركة البترول الغاليسية-الكارباتية (بالألمانية: جاليزيش-كارباتشيش بترول أكتين-جيزيلشافت)، مقرها في فيينا، مع ماكجارفي كرئيس للإدارة وبيرغهايم كمهندس ميداني، وقاموا ببناء مصفاة ضخمة في ماريمبول بالقرب من غورليتس، جنوب تارنوف.
```
تُعتبر ماريمبول، التي بُنيت في غضون ستة أشهر واستخدم فيها 1,000 رجل، أكبر وأكثر شركة فعالية في الإمبراطورية النمساوية-المجرية.
فيما بعد، أسس مستثمرون من بريطانيا وبلجيكا وألمانيا شركات لتطوير صناعتي النفط والغاز الطبيعي في غاليسيا.
أدى هذا التدفق الكبير من رأس المال إلى تقليص عدد شركات البترول من 900 إلى 484 بحلول عام 1884، وإلى 285 شركة يديرها 3,700 عامل بحلول عام 1890. ومع ذلك، زاد عدد مصافي النفط من 31 في عام 1880 إلى 54 في عام 1904.
بحلول عام 1904، كان هناك ثلاثون بئرًا في بوريسلاف يزيد طولها عن 1,000 متر.
ارتفعت الإنتاجية بنسبة 50% بين 1905 و 1906، ثم تضاعفت ثلاث مرات بين 1906 و 1909 بسبب اكتشافات غير متوقعة لاحتياطيات نفط ضخمة، كانت العديد منها ينبع. بحلول عام 1909، بلغ إنتاج النفط ذروته في 2,076,000 طن أو 4% من إجمالي الإنتاج العالمي.
```

تمتلك حقول النفط في بوريسلاف وتوستانوفيتش المجاورة لقب "الباكو البولندي"، حيث شكلت أكثر من 90% من إنتاج النفط الوطني في الإمبراطورية النمساوية المجرية.
```
انتعاش سكان بوريسلاف من 500 نسمة في العقد 1860 إلى 12,000 في 1898 يعكس الزيادة الكبيرة في الإنتاج.
في تحول القرن، كانت غاليسيا تحتل المركز الرابع عالميًا كمنتج للنفط، ولكن هذه الزيادة الكبيرة في الإنتاج أدت أيضًا إلى هبوط في أسعار النفط.
وقع انخفاض حاد في إنتاج النفط في غاليسيا قبل الحروب البلقانية في 1912-1913.
```

غاليسيا كانت المصدر الرئيسي والوطني الوحيد للنفط للقوات المركزية خلال الحرب العالمية الأولى.

## أصول الاسم وأشكاله المتنوعة
اتخذ أندراس الثاني ملك المجر من العام 1205 حتى 1235 لقب ريكس غاليسيا ولودوميريا (ملك غاليسيا ولودوميريا) وهو النسخة اللاتينية للأسماء السلافية هاليتش وفولوديمير، المدينتان الرئيسيتان في إمارة هاليتش فولهينيا التي حكمها المجريون من العام 1214 حتى العام 1221. تمكنت هاليتش-فولهينيا من فرض نفسها باعتبارها إمارة عظيمة تحت حكم الأمير رومان العظيم (رومان مستيسلافيتش) في الفترة الواقعة بين 1170-1205. استعاد الروثينيون حكم المنطقة بعد طرد المجريين في العام 1221. في العام 1253 تُوج نجل رومان العظيم دانيال من غاليسيا (الذي أمير غاليسيا حتى العام 1255) توج ملكًا على هاليتش-فولهينيا. وقريبًا من العام 1247، أسس دانيال غاليسيا مدينة لفيف (ليوبوليس) والتي سُميَت على شرف ابنه ليو الأول، الذي نقل العاصمة فيما بعد نحو الشمال الغربي من هاليتش إلى لفيف في العام 1272.
اشتُق الاسم الأوكراني هاليتش (Галич) من خواليس أو كاليز[بحاجة لمصدر] الذين احتلوا المنطقة منذ زمن المجريين.  كما أُطلقت عليهم تسمية الكاليسيو باليونانية، وكفاليس بالأوكرانية. خمّن بعض المؤرخين أن الاسم كان له علاقة بمجموعة من الشعوب من أصل تراقي، انتقلوا خلال العصر الحديدي إلى المنطقة بعد الغزو الروماني لداسيا في العام 106 ميلادية، ومن المحتمل أنهم قد شكلوا الثقافة الليبتسية مع شعب فينيدي الذين انتقلوا إلى المنطقة في نهاية فترة لاتين (حضارة لاتين). يُفترض أن حضارة ليبيتسيا حلت محل حضارات التراقية هالشتات الموجودة آنذاك، وحضارة فيتستوسكي. يُرجح أن الاتصال مع الشعوب الكلتية يفسر علاقة اسم «غاليسيا» بالعديد من أسماء الأماكن المماثلة الموجودة في كافة أرجاء أوروبا والأناضول، مثل غاليا القديمة أو الغال (التي ضمت فرنسا الحالية، وبلجيكا، وشمال إيطاليا)، غالاتيا (في الأناضول)، ومنطقة غاليسيا في شبه الجزيرة الإيبيرية، وغالاتي الرومانية. يؤكد بعض الباحثين[من؟] أن اسم هاليتش له أصول سلافية من هاليستا، بمعنى «تلة عارية (غير مشجرة)»، أو من هالكا التي تعني غراب زيتون (ظهر غراب الزيتون كرسمة في شعار النبالة في المدينة ثم لاحقًا في شعار النبالة لغاليسيا-لودوميريا). ومع ذلك فإن تاريخ ظهور الاسم يسبق شعار النبالة، والذي قد يمثل الشعار المرسوم على الأسلحة، أو ببساطة من التأثيل الشعبي). على الرغم من طرد الروثينيين المجر من هاليتش-فولهينيا بحلول العام 1221، فقد واصل الملوك المجريون استعمال غاليسيا ولودوميريا في ألقابهم الرسمية.

في العام 1349، وخلال حروب غاليسيا-فولهينيا غزا الملك البولندي كازيمير الثالث الأعظم الجزء الأكبر من غاليسيا وأنهى بذلك استقلال تلك المنطقة. عند الفتح اعتمد كازيميراللقب التالي:
بفضل الرب، كازيمير ملك بولندا والروس (روثينيا)، وسيد ووريث أرض كراكوف، وساندومييرز، وسيرداز، ووينتشيستا، وكويافيا، وبوميرانيا.
بعد وفاة كازيمير في العام 1370، دخلت بولندا في اتحاد شخصي مع المجر (1370-1382) وأصبحت روثينيا (غاليسيا) تحت حكم اللورد الروثيني، فلاديسلاوس الثاني من أوبول، الذي عينه ملك المجر. وفي وقت لاحق خضعت غاليسيا لفترة وجيزة لحكم عدة قادة عسكريين مجر من روثينيا.
في عهد سلالة ياغيلون (ملوك بولندا من 1386 حتى 1572) انتعشت مملكة بولندا وأعادت بناء أراضيها. وظهرت مقاطعة روثينيان بدلًا من غاليسيا التاريخية.
بعد وفاة لويس الثاني ملك المجر في عام 1526، ورث آل هابسبورغ الحقوق الهنغارية لألقاب ملوك غاليسيا ولودوميريا إضافة إلى التاج المجري. في العام 1772، استخدمت إمبراطورة هابسبورغ وأرشيدوقة النمسا وملكة هنغاريا ماريا تيريزا تلك الحقوق التاريخية لتبرير مشاركتها في تقاسم بولندا الأول. ولكن على أرض الواقع فإن الأراضي التي استحوذت عليها النمسا لا تتطابق تمامًا مع أراضي هاليتش-فولهينيا السابقة –إذ قد سيطرت الإمبراطورية الروسية على فولهينيا في الشمال الشرقي، بما في ذلك مدينة فولديمير فولينسكي (Włodzimierz Wołyński) التي سُميت لودوميريا باسمها. من ناحية أخرى، أصبح الجزء الأغلب من بولندا الصغرى، ونوفي سانتش، وبرزيميسل (1772-1918) وزاموشتش (1772-1809)، ولوبلين (1795–1809)، وكراكوف (1846–1918) أصبحت جزءًا من غاليسيا النمساوية. رغم أن مطالبات النمسا مستمدة من التاج المجري التاريخي، فإن غاليسيا ولودميريا لم تُمنح رسميًا إلى المجر، وعلى إثر التسوية النمساوية-المجرية في العام 1867، وجدت المنطقة نفسها في سيسليثانيا، أو ضمن الجزء الذي تديره النمسا من الإمبراطورية النمساوية المجرية.
أصبح الاسم الرسمي للمنطقة النمساوية هو مملكة غاليسيا ولودوميريا ودوقيتا أوشفيتس وزاتور. بعد ضمّ مدينة كراكوف الحرة في العام 1846، وُسّع الاسم الرسمي ليصبح مملكة غاليسيا ولودوميريا، ودوقية كراكوف الكبرى ودوقيتا أوشفيتز وزاتور (بالألمانية: Königreich Galizien und Lodomerien mit dem Großherzogtum Krakau und den Herzogtümern Auschwitz und Zator)‏.
في الواقع، كانت جميع هذه الكيانات منفصلة رسميًا؛ وظهرت أسماؤها في ألقاب الإمبراطور النمساوي، وكان لكل منها شعار النبالة وعلم خاص بها. مع ذلك، ولأسباب إدارية بحتة، شكلت تلك الكيانات مقاطعة واحدة. كانت دوقيتا أوشفيتز (أشفنشم) وزاتور مقاطعتان تاريخيتان تقعان شرق كراكوف، على الحدود مع سيليزيا البروسية. بقيت لودوميريا، باسمها فولهينيا، تحت حكم الإمبراطورية الروسية –راجع مقاطعة فولهينيا.

## المجموعات العرقية
- سكان الجبال (أكبر مجموعة من القرابة): الغورال في جيفجيتس، وغورال بابيا غورا، وغورال رابكا، وكليسزاكي، وغورال بودهال، وغورال نوفي تارغ، وغورال بينيني، وغورال نوفي سونتس، وغورال سبيز، وكورتاسي (ليمكوس، روسناك)، وبويكوس، وتوكولسي، وهوتسول.
- سكان الوديان (أكبر مجموعة من القرابة): كراكوفياسي، ومازوري، وليسوفياسي أو بوروسي، وغوشونيمسي، وبيلزاني، وبوزاني (لوبوتنيكي، بوليسكي)، وأوبلاني، وولينياسي، وبويرسي، أو نيسترووياني.[18]

## تاريخ
في زمن الرومان، قطنت عدة قبائل من أصل كلتي-جرماني في المنطقة، بمن فيهم قبائل كلتية أصلية -مثل غاليس أو «غوليكس» و بوليهيني أو «فولهينيون»- واللوغي والغوتيني من ذوي الأصول الكلتية، والوندالية، والقوطية، والجرمانية (أصحاب حضارات برزيورسك وبوشوف). خلال عصر الهجرات الأوروبية (والذي تزامن مع سقوط الإمبراطورية الرومانية)، غزت عدة مجموعات مترحّلة المنطقة، ولكن بشكل عام، هيمنت القبائل السلافية الشرقية الكروات البيض والتيفيرتسي المنطقة منذ القرن السادس الميلادي حتى أُلحقت بروس الكييفية في القرن العاشر.